# Korvi, Manvi
Korvi là một làng thuộc tehsil Manvi, huyện Raichur, bang Karnataka, Ấn Độ.